# شهرستان دکیتر (آیووا)
شهرستان دکیتر (به انگلیسی: Decatur County, Iowa) شهرستانی در ایالات متحده آمریکا است که در آیووا واقع شده‌است.